# Sant'Abbaciro de Militiis
Sant'Abbaciro de Militiis var en kyrkobyggnad i Rom, helgad åt de heliga martyrerna Cyrus och Johannes, vilka särskilt vördas i koptiska kyrkan. Kyrkan var belägen vid dagens Via delle Tre Cannelle i området Magnanapoli i Rione Monti.
Tillnamnet ”Militiis” syftar på det närbelägna Torre delle Milizie.

## Kyrkans historia
På 400-talet förde den romerska adelsdamen Teodora martyrerna Cyrus och Johannes reliker till denna lilla kyrka; senare överfördes relikerna till kyrkan Santa Passera, belägen i södra Rom.
I Il Catalogo di Torino, en kyrkoförteckning från 1300-talet, anges att kyrkan hade status som påvligt kapell.
Kyrkan Sant'Abbaciro de Militiis revs i slutet av 1500-talet. Fioravante Martinelli (1599–1667), amanuens vid Vatikanbiblioteket, hävdar att kyrkan var belägen vid exedran framför Trajanus saluhallar. Senare forskning har visat att Martinelli förväxlade Sant'Abbaciro med kyrkan San Salvatore de Divitiis.

## Omnämningar i kyrkoförteckningar
| Katalog                      | År         | Benämning                                                  |
| ---------------------------- | ---------- | ---------------------------------------------------------- |
| Catalogo di Cencio Camerario | 1192       | sco. Abaciro                                               |
| Il Catalogo Parigino         | cirka 1230 | s. Abbacyrus                                               |
| Il Catalogo di Torino        | cirka 1320 | Ecclesia sancte Pacere de Militiis que est capella papalis |
| Il Catalogo del Signorili    | cirka 1425 | ss. Cyri et [I]o(annis)                                    |